# Alacska
Alacska is een plaats (község) en gemeente in het Hongaarse comitaat Borsod-Abaúj-Zemplén. Alacska telt 877 inwoners (2001).

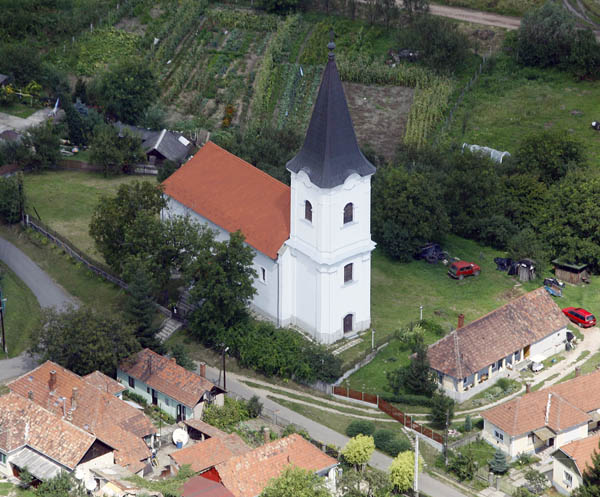